# Simple Kind of Life
Simple Kind of Life – ballada pop-rockowa grupy No Doubt, wydana jako trzeci singel promujący ich czwarty album – Return of Saturn z sierpnia 2000. Piosenka została całkowicie stworzona przez Gwen Stefani, która napisała tekst i skomponowała muzykę.

## Wideoklip
Teledysk do piosenki został wyreżyserowany przez Sophie Muller. W klipie, wokalistka Gwen Stefani pojawia się w białej sukni ślubnej. Tekst piosenki i nakręconego video opowiada o marzeniach wokalistki, która pragnie założyć rodzinę i zostać mamą.